# Superstitions au théâtre
Les superstitions au théâtre sont des superstitions particulières aux acteurs ou au monde du théâtre.
Certaines (comme celle concernant le mot « corde ») sont héritées de superstitions de marins : autrefois, de nombreux machinistes et monteurs de décor de théâtre étaient recrutés parmi les anciens charpentiers de marine.

## Les fleurs
On dit qu'il ne faut jamais offrir de bouquet d'œillets à une actrice, en revanche les roses sont très appréciées. L'origine de cette tradition vient de ce qu'à l'époque où les théâtres avaient encore des acteurs permanents, le directeur offrait un bouquet de roses aux comédiennes dont le contrat était renouvelé. Mais pour ne pas faire de dépenses inutiles, celles qui étaient renvoyées recevaient des œillets, fleurs qui coûtent moins cher. Au Royaume-Uni on ne donne aucune fleur avant la représentation, il faut attendre la fin de la pièce.

## La trempête
La trempête consiste, avant la deuxième représentation, à partager entre comédiens et comédiennes un pain au chocolat que l'on trempe dans une bolée de cidre, la dernière goutte du verre étant lancée sur le metteur en scène. Cette histoire remonte à Triboulet, bouffon des rois de France, qui aurait de la sorte remplacé le vin de messe et l'hostie du curé Gontrand Blaise[réf. souhaitée].

## Mots interdits

### Vendredi
Le mot « vendredi » est censé porter malheur pour les comédiens sur scène.

### Marteau
Superstition presque disparue. Le mot était remplacé par « darracq », mot signifiant marteau en argot parisien,.

### Bonne chance
On dit que le fait de souhaiter bonne chance à un acteur ou un membre de la production porte malheur. Au lieu de cela, pour éviter un désastre, l'expression la plus utilisée est simplement Merde !
Cette expression daterait de l'époque où les spectateurs se faisaient déposer en calèche devant l'entrée, halte au cours de laquelle les chevaux ne manquaient pas de garnir de leur crottin le parvis du théâtre. Cette « garniture » étant directement proportionnelle au nombre de spectateurs, c'était faire preuve de bienveillance que de souhaiter « beaucoup de merde » aux artistes.
Au Royaume-Uni et en Amérique du Nord, le sort est conjuré par « Break a leg ! » (« casse-toi une jambe ! ») ; en Allemagne on dit « Hals und Beinbruch ! » (« bris de cou et de jambe ») ou bien « Toï, toï, toï », répétition de la première syllabe de Teufel (diable).
En Italie, il convient de dire : « In bocca al lupo » (« Dans la gueule du loup ») auquel le comédien se doit de répondre « Crepi il lupo » (« Que le loup meure »).

### Sifflet
Ne jamais siffler sur scène ou en coulisse. On prétend que cela attire les sifflets du public. En fait cette superstition vient de ce que les régisseurs de théâtre (anciens chefs gabiers dans la marine à voile) utilisaient autrefois des sifflements codés pour communiquer entre eux les changements de décors. Un acteur sifflant pouvait alors semer la confusion dans le bon déroulement technique du spectacle. Une autre explication viendrait de l'époque de l'éclairage au gaz. L'allumage des rampes se faisait par la veilleuse, constamment allumée. Si la flamme était éteinte, le gaz s'échappait et il y avait risque d'explosion. L'échappement libre du gaz produisait un sifflement caractéristique, d'où interdiction de siffler dans un théâtre.

### Corde
Il est interdit de prononcer le mot « corde », que l'on remplace par « guinde », « fil », « bout »... 
Comme dans la marine, chaque cordage a un nom spécifique (guinde, drisse, fil, chanvre, etc.) mais le mot « corde » est totalement proscrit. Selon les lieux et les époques, il est considéré comme « fatal », portant la mort ; ou au contraire, le mal est moindre, et celui qui le prononce ne s'attire que l'obligation de payer la tournée à tous ceux qui l'ont entendu. Sur le plateau de l'Opéra national du Rhin à Strasbourg, le terme « ficelle » est remplacé par le mot alsacien « Schnutzgigerle ». La guinde devient « à Schnürr ». La seule corde présente dans un théâtre s'appelle la « corde à piano ». Nullement musicale, elle est faite d'acier de forte résistance pour servir de guide à un rideau.
Le terme est autorisé lorsque l'élément est muni d'un nœud de pendu. En effet, cette superstition viendrait de la marine où la corde désignait l'instrument de supplice. Mais elle réfère aussi à ces comédiens à bout de misère ou d'insuccès retrouvés pendus au matin dans le théâtre. Une autre explication est celle de l'incendie : dans les théâtres éclairés aux bougies sur de gigantesques chandeliers, le risque d’incendie était grand. La corde aurait désigné alors le moyen de libérer des quantités d'eau retenues dans des réservoirs pour éteindre le feu. Cette eau étant croupissante et donc fortement odorante, il convenait de ne tirer sur la corde que si cela était vraiment nécessaire.
Les adaptations au théâtre (avant et après la sortie du film) du scénario du film La Corde d'Alfred Hitchcock brisent ce tabou.

## Couleurs
La couleur verte est, peut-être depuis le début du XXe siècle, considérée comme néfaste dans le monde du spectacle. Auparavant, on trouve de nombreuses mentions du vert dans la description du costume. « On a toujours dit que Molière avait affectionné la couleur verte. »
Les explications de cette superstition sont toutes hasardeuses et démenties par les recherches documentaires. Elle aurait pour origine les dispositifs d'éclairage de scène du XIXe siècle, qui n'auraient pas mis en valeur les tons verts ; mais la lueur des chandelles, qui éteint complètement le bleu, permet de distinguer le vert, tandis que la flamme du gaz a une légère dominante verte. Une autre explication invoque la couleur du vert de gris, oxyde de cuivre, du cyanure ou de l'arsenic, toxiques qui auraient été utilisés pour colorer les vêtements jadis. La peinture d'un vêtement en vert était plus facile à réaliser qu'une teinture, mais cette technique était aussi plus toxique pour le comédien. Selon une légende, Molière aurait porté du vert lorsqu'il joua pour la dernière fois Le Malade imaginaire, le 17 février 1673, quelques heures avant sa mort. Selon un autre récit légendaire indifférent à tous les témoignages d'époque, il serait mort sur scène. Mais le mémoire des sommes versées au tailleur qui a fourni l'habit du malade imaginaire permet de le décrire très précisément : une robe de chambre de velours « amarante », doublée de « ratine grise » et avec une bordure en fourrure (petit-gris).
Si en France c'est la couleur verte qui est censée porter malheur au théâtre, ce n'est pas le cas dans tous les pays. En Angleterre, deux superstitions cohabitent : le vert n'est pas porté car les pièces de théâtre se jouant régulièrement dans l'herbe, on distinguait mal l'acteur, et le bleu car il paraît noir à la lumière des bougies. Pour leur part, c'est le violet en Italie et le jaune en Espagne. Dans ce dernier cas, l'explication vient de la tauromachie : en effet, la cape du torero étant lie-de-vin à l'extérieur et jaune à l'intérieur, si le torero est encorné, la dernière couleur qu'il verra sera le jaune.

## Macbeth
Au Royaume-Uni et en Amérique du Nord, la pièce de Shakespeare Macbeth est réputée maudite, ainsi les acteurs évitent de prononcer son titre (l'expression « la pièce écossaise » [en anglais, the Scottish play] est utilisée à la place).
Les acteurs interprétant les rôles principaux sont eux-mêmes désignés sous le nom de M et Lady M. On prétend que de graves conséquences peuvent survenir pour quiconque n'utilise pas l'euphémisme. Cependant, on dit que des membres de la distribution sont protégés contre la malédiction — mais cela reste contesté. On dit également que Macbeth n'a jamais été mis en scène sans qu'au moins un des acteurs ne soit mort ou ne se soit sérieusement blessé pendant le spectacle. Il n'y a aucune preuve objective créditant ou démentant cette superstition, mais il est intéressant de préciser que la pièce inclut davantage de scènes de combat et d'autres fortes occasions d'accident que la moyenne des pièces de Shakespeare. L'origine habituellement attribuée à cette superstition est que, Macbeth, étant une pièce très populaire, elle est généralement programmée par des théâtres en déséquilibre budgétaire, ou encore que les coûts de production élevés de la pièce mettent le théâtre dans l'ennui financier. Dans l'épisode des Simpson Homer rentre dans la reine, on entend le mot « Macbeth » à neuf reprises et le comédien (Ian McKellen) qui discute avec la famille Simpson voit des malheurs s'abattre sur lui (comme la foudre qui le frappe).